# ستيف لوماس
ستيف لوماس (بالإنجليزية: Steve Lomas)‏ (18 يناير 1974 بهانوفر في ألمانيا - ) هو معلق رياضي ومدرب كرة قدم ولاعب كرة قدم أيرلندي شمالي في مركز الوسط. شارك مع منتخب أيرلندا الشمالية لكرة القدم. أما مع النوادي، فقد لعب مع سانت نيوتس تاون وكوينز بارك رينجرز ومانشستر سيتي ونادي غيلينغهام ووست هام يونايتد.

## مسيرته الكروية
لعب ستيف لوماس خلال مسيرته الاحترافية مع 4 أندية في ستة عشر موسمًا وسجل خلالها 20 هدف ضمن 364 مباراة. ولم يفز بأي موسم بالكأس أو بالدوري.
خاض ستيف لوماس مسيرته مع نادي مانشستر سيتي في موسم 1993–94 ليلعب معه أربعة مواسم، مشاركًا في 111 مباراة سجل خلالها 8 أهداف. ثم انتقل إلى نادي وست هام يونايتد في موسم 1996–97 ليلعب معه تسعة مواسم، حيث شارك في 190 مباراة سجل خلالها 10 أهداف. لينتقل بعدها إلى نادي كوينز بارك رينجرز في موسم 2005–06 ولمدة موسمين، مشاركًا في 55 مباراة سجل خلالها هدفين. ثم انتقل إلى نادي غيلينغهام في موسم 2007–08 لمدة موسم واحد، مشاركًا في 8 مباريات ولم يسجل أي هدف.

## وصلات خارجية
- ستيف لوماس على موقع الاتحاد الأوربي (الإنجليزية)
- ستيف لوماس على موقع قاعدة بيانات كرة القدم.إي يو (الإنجليزية)
- ستيف لوماس على موقع ناشيونال فوتبول تيمز (الإنجليزية)
- ستيف لوماس على موقع Soccerbase.com (لاعب) (الإنجليزية)
- ستيف لوماس على موقع Soccerbase.com (مدرب) (الإنجليزية)
- ستيف لوماس على موقع Soccerway.com (الإنجليزية)
- ستيف لوماس على موقع عالم كرة القدم.نت (الإنجليزية)